# Danger Danger (альбом)
Danger Danger — дебютный студийный альбом американской хард-рок-группы Danger Danger, выпущенный 27 июня 1989 года на лейблах Epic Records и Imagine Records. Альбом достиг 88 позиции в чарте Billboard 200 и вскоре получил статус золотого диска по сертификации RIAA.

## Обзор
В 1989 году к группе присоединился гитарист Тони «Бруно» Рей из Saraya, однако его пребывание оказалось недолгим и, записав несколько партий для дебютного альбома, он вернулся в свою предыдущую группу. Его заменил Энди Тиммонс, сыгравший остальные гитарные партии. Альбом был выпущен летом того же года и занял 88 место в Billboard 200, оставаясь в чарте в течение 42 недель. Для раскрутки альбома группа отправилась в тур, открывая концерты для Kiss, Элиса Купера, Extreme и Warrant.
На песни «Naughty Naughty» и «Bang Bang» были сняты клипы, получившие ротацию на MTV. Особенной популярностью пользовался клип на «Bang Bang», транслировавшийся в программе MTV Video Countdown Top Ten. Сингл «Bang Bang» занял 39 место в чарте Mainstream Rock и 49 — в Billboard Hot 100, также он стал единственным синглом Danger Danger, попавшим в чарты.
Обложка альбома была нарисована художником Марком Райденом.
Грег Прато из AllMusic дал альбому три звезды из пяти, отметив, что альбом «сочетал в себе популярные на радио хиты и привлекательную внешность пин-ап-мальчиков — формула, которая казалась беспроигрышной в ту эпоху». Барбара Джагер из The Record в неоднозначной рецензии отметила, что «в альбоме есть что-то невероятно приятное», но «недостаток Danger Danger кроется в его текстах».

## Список композиций
Слова и музыка всех песен — Бруно Рэйвел и Стив Вест.
| №   | Название                 | Длительность |
| --- | ------------------------ | ------------ |
| 1.  | «Naughty Naughty»        | 4:50         |
| 2.  | «Under The Gun»          | 4:39         |
| 3.  | «Saturday Nite»          | 4:17         |
| 4.  | «Don’t Walk Away»        | 4:56         |
| 5.  | «Bang Bang»              | 3:56         |
| 6.  | «Rock America»           | 4:54         |
| 7.  | «Boys Will Be Boys»      | 4:58         |
| 8.  | «One Step from Paradise» | 4:47         |
| 9.  | «Feels Like Love»        | 4:52         |
| 10. | «Turn It On»             | 3:40         |
| 11. | «Live It Up»             | 3:54         |

## Участники записи
- Тед Поли — вокал, бэк-вокал
- Тони «Бруно» Рей — гитара (1, 2, 4-6, 8-11)
- Энди Тиммонс — гитара (3, 7)
- Бруно Рэйвел — бас-гитара, бэк-вокал
- Стив Вест — ударные
- Кейси Смит — клавишные

Дополнительно
- Рик Валенти — бэк-вокал, губная гармоника
- Тони Рейес — бэк-вокал
- Лэнс Куинн — продюсер
- Ленни Петц — исполнительный продюсер
- Джон Чианчи — инженер
- Оби О’Брайен — инженер
- Ringmaster — инженер
- Эрл Торно — инженер, микширование
- Ли Купер — ассистент инженера
- Майк «Клэй» Стоун — микширование
- Марк Райден — обложка, иллюстрации